# Magheraghanrush

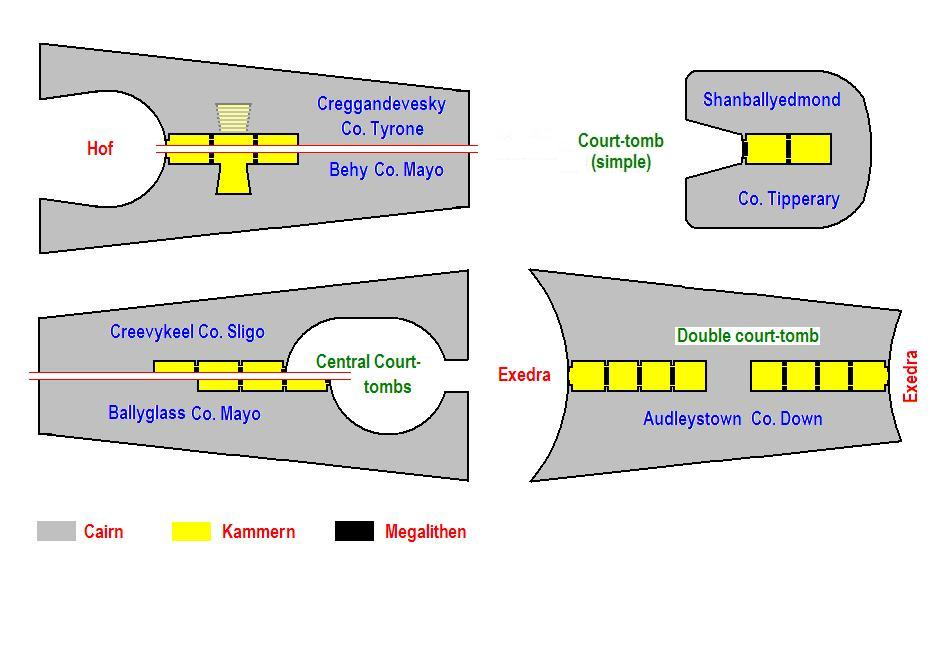
Formen von Court Tombs

Das insgesamt etwa 30,0 m lange Court Tomb von Magheraghanrush (irisch Machaire Chon Rois – auch Deerpark genannt) liegt auf einer Lichtung nördlich, etwa 100 m oberhalb des Lough Gill und östlich des Colgagh Lough, bei Calry im Osten des County Sligo in Irland. Magheraghanrush gehört zu den herausragenden „Central-Court Tombs“ Irlands. Es ist ein irisches National Monument.
Court Tombs gehören zu den megalithischen Kammergräbern (englisch chambered tombs) der Insel. Sie werden mit etwa 400 Exemplaren nahezu ausschließlich in Ulster im Norden von Irland beziehungsweise in Nordirland gefunden.
Es hat einen zentral gelegenen etwa 15,0 m langen ovalen Hof (englisch court) mit einem Seitenzugang an der Südseite. Vom Hof aus sind eine deutlich schräg angesetzte Doppelkammergalerie am Westende und zwei parallele Doppelkammergalerien am Ostende zugänglich. Die Gesamtlänge beträgt etwa 30 m. Die Stürze über den Zugängen zu den Kammern sind abhandengekommen, herabgefallen oder zerbrochen. Die Anlage war ursprünglich von einem rechteckigen Hügel aus Steinen bedeckt. Anlagen dieser Art wurden im Neolithikum, etwa 3.000 v. Chr. erbaut und enthielten meist die eingeäscherten Überreste zahlreicher Personen sowie Grabbeigaben in Form von Steinwerkzeugen, Perlen aus Knochen und Scherben einfacher Töpferware.
Tiefer am Hügel gelegen finden sich verschiedene andere vorzeitliche Überreste, darunter die eines Wedge Tombs und eines Raths mit offen liegendem (die Decksteine sind entfernt) schlingenförmigem Souterrain.